# Quesillo cochabambino
Quesillo cochabambino é um queijo artesanal produzido com leite de vaca fresco e não pasteurizado. É fabricado pelos produtores de leite do Vale de Cochabamba, na  Bolívia.

## Preparação
Geralmente, a produção deste queijo segue o seguinte processo, com variações de tempos e quantidades. O leite começa por ser filtrado, num recipiente de 10 a 50 litros. Em seguida, o leite repousa e adiciona-se o coalho. A coagulação é atingida após cerca de duas horas (coagulação enzimática e ácida). A coalhada é rompida com as mãos ou com uma colher, sendo agitada durante alguns minutos, após os quais se deixa repousar. 
Dez minutos mais tarde, separa-se o soro da coalhada, adiciona-se sal, mistura-se e molda-se, formando pequenas bolas espalmadas, do tamanho da palma de uma mão. Por fim, os queijinhos ficam a repousar. O resultado final apresenta uma consistência grumosa. Após algumas horas, os queijinhos estão prontos para consumo imediato ou para venda.

## Na culinária
Esse tipo de queijo é muito apreciado, tanto para consumo sem outro acompanhamento, ou apenas com mote de milho. Também se faz presente em vários pratos da culinária local, como o laping, o soltero ou pratos com charque, como o charquicán. É também um dos principais ingredientes do k'allu, salada típica da gastronomia de Cochabamba, composta por tomates, cebola, ervas aromáticas como a quirquiña e pimenta tipo rocoto, picados e misturados com o quesillo. Da mesma forma, costuma rechear pastéis e empadas.